# Aspidogaster niloticus
Aspidogaster niloticus är en plattmaskart som beskrevs av Abdel Salam och Aboul Dahab 1994. Aspidogaster niloticus ingår i släktet Aspidogaster och familjen Aspidogastridae. Inga underarter finns listade i Catalogue of Life.